# شيخان داود خوني (زاز الشرقي)
شیخان داود خوني (بالفارسية: شیخان داودخونی) هي قرية تقع في إيران في قسم زاز الشرقي الریفي. يقدر عدد سكانها بـ 253 نسمة بحسب إحصاء 2016.